# MYNAME 2rd Singie
MYNAME 2rd Singie은 대한민국의 음악 그룹 마이네임의 싱글 음반으로, 2013년 1월 25일에 발매되었다.

## 수록곡
1. Scream My Name (lntro)
2. 그까짓꺼
3. 어이없어
4. 끌리잖아
5. Dream.. (Outro)